# Yahoo! Pulse
Yahoo! Pulse là một mạng xã hội mới của Yahoo!. Yahoo! Pulse là phiên bản toàn cầu chính thức thay thế Yahoo! 360 với mục tiêu là liên kết các mạng xã hội với nhau.

## Liên kết
- Yahoo! Pulse Lưu trữ ngày 26 tháng 4 năm 2010 tại Wayback Machine